# 칠수면
7수면(七隨眠)은 다음의 분류, 그룹 또는 체계의 한 요소이다.
- 모든 번뇌를 분류하는 여러 가지 번뇌 분류법 가운데 하나이다.
- 3루(三漏) · 4폭류(四暴流) · 4액(四軛) · 4취(四取) 등과 더불어 《아함경》 등의 초기불교 경전에 나타나는, 모든 번뇌에 대한 번뇌 분류법으로, 불교 일반에서 사용되는 번뇌 분류법이다.
- 부파불교와 대승불교의 번뇌론에서 6수면 즉 6근본번뇌에서 탐(貪)을 욕탐과 유탐으로 세분하여 성립되었다.

7수면(七隨眠)은 욕탐(欲貪) · 진(瞋) · 유탐(有貪) · 만(慢) · 무명(無明) · 견(見) · 의(疑)의 7가지 수면(隨眠)을 말한다.
7수면이라고 말할 때는 보통 수면(隨眠)이라는 낱말을 붙여서 욕탐수면(欲貪隨眠) · 진수면(瞋隨眠) · 유탐수면(有貪隨眠) · 만수면(慢隨眠) · 무명수면(無明隨眠) · 견수면(見隨眠) · 의수면(疑隨眠)이라고 한다. 욕탐수면은 욕애수면(欲愛隨眠), 진수면은 진에수면(瞋恚隨眠), 유탐수면은 유애수면(有愛隨眠)이라고도 한다.
수면(隨眠)은 근본번뇌를 뜻하며, 이런 뜻에서는 7수면은 7근본번뇌(七根本煩惱)라고도 할 수 있다.
7사(七使)라고도 한다. 이 경우 각각을 욕애사(欲愛使) · 진에사(瞋恚使) · 유욕사(有欲使) · 만사(慢使) · 무명사(無明使) · 견사(見使) · 의사(疑使)라고 한다. 그리고 욕애사는 욕염사(欲染使) 또는 탐욕사(貪欲使)라고도 한다. 유욕사(有欲使)는 유애사(有愛使)라고 한다. 사(使)는 수면(隨眠)의 구역어이다.
7수면은 탐(貪) · 진(瞋) · 만(慢) · 무명(無明) · 견(見) · 의(疑)의 6수면(六隨眠) 가운데 탐(貪)을 욕탐(欲貪)과 유탐(有貪)으로 나눈 것으로, 욕탐은 욕계에서의 탐욕이고, 유탐은 상2계(上二界)에서의 탐욕 즉 색계와 무색계에서의 탐욕이다. 즉, 욕탐은, 욕계의 5욕(五欲)의 대상들, 즉 외적인 것들에 대한 탐착(貪著)이며, 유탐은 색계와 무색계에서의 선정[定]과 소의신에 대한 탐착(貪著)으로 존재[有] 자체에 대한 탐착이다.

## 용어

### 수면(隨眠)
부파불교의 설일체유부의 논서 《구사론》 제19권에 따르면,
수면(隨眠)은 번뇌가 잠자고 있는 상태[睡位] 즉 현행하지 않고 종자(種子)로서 수축(隨逐: 따라 쫓아감)하는 상태를 말하고, 이에 대해 전(纏)은 번뇌가 깨어 있는 상태[覺位] 즉 번뇌가 현기(現起)하여 마음을 속박[纏]하고 있는 상태를 말한다. 이러한 의미에서, 예를 들어, 욕탐수면(欲貪隨眠)이라고 할 경우, 이것은 '욕탐 자체가 바로 수면[欲貪體卽隨眠]'인 것을 뜻하는 것이 아니라 '욕탐의 수면[欲貪之隨眠]' 즉 욕탐이라는 현행하는 번뇌의 종자 즉 욕탐이라는 전(纏)의 종자를 뜻한다.
대승불교의 유식유가행파의 논서 《유가사지론》 제89권에 따르면,
번뇌의 품류의 추중(麤重)은 소의신을 따라 붙어다니는데, 이러한 뜻에서 번뇌의 추중을 수면(隨眠)이라고 이름한다. 그리고 수면은 능히 종자가 되어서 일체(一切)의 번뇌전(煩惱纏), 즉 번뇌와 전(纏), 즉 근본번뇌와 수번뇌를 생기(生起)한다. 즉, 수면(隨眠)에서 수(隨)는 따라 붙어다님[隨附]을 뜻하고 면(眠)은 추중 즉 종자를 뜻한다. 간단히 말하자면, 수면(隨眠)은 따라 붙어다니는 종자를 뜻한다.
일여(一如: 1352~1425) 등의 《삼장법수(三藏法數)》에 따르면,
수면(隨眠)에서는 수(隨)는 번뇌가 따라 붙어서 버려지지 않는 것을 뜻하고, 면(眠)은 '5정(五情)의 암명(暗冥)' 즉 5정이 어두운 상태에 있는 것을 뜻한다. 5정은 안 · 이 · 비 · 설 · 신의 정(情) 즉 안식 · 이식 · 비식 · 설식 · 신식의 전5식(前五識)을 말한다. 따라서 수면(隨眠)은 '무명의 종자[無明種子]' 즉 '밝음이 없는 어두운 씨앗'의 상태의 번뇌가 장식(藏識) 즉 제8아뢰야식에 잠복하여서는 능히 일체(一切)의 번뇌 즉 모든 근본번뇌와 수번뇌를 생기하고 업(業)을 짓는다는 것을 의미한다. 즉, 이러한 뜻에서의 무명종자(無明種子)를 수면이라 한다.

### 사(使)
일여(一如: 1352~1425) 등의 《삼장법수(三藏法數)》에 따르면,
7수면(七隨眠)의 다른 이름인 7사(七使)의 사(使)는 구사(驅使) 즉 몰아서 부리는 것을 뜻한다. 즉, 번뇌가 마음[心神]을 몰아서 부려서는 욕계 · 색계 · 무색계의 3계에 유전(流轉)하게 한다는 것을 뜻한다.

## 경론별 설명

### 잡아함경
《잡아함경》 제18권 제490경 〈염부차경(閻浮車經)〉에서, 사리불은 외도의 수행자인 염부차의 물음에 대한 답에서 사(使) 즉 부림이란 탐욕사(貪欲使) · 진에사(瞋恚使) · 유애사(有愛使) · 만사(慢使) · 무명사(無明使) · 견사(見使) · 의사(疑使)의 7사(七使)를 말한다고 설명하고 있다. 또한, 사(使) 즉 부림을 끊을 수 있는 길 또는 방법이 8정도(八正道)라고 말하고 있다.
 閻浮車問舍利弗。所謂流者。云何為流。　舍利弗言。流者。謂欲流．有流．見流．無明流。　復問。舍利弗。有道有向。修習多修習。斷此流耶。　舍利弗言。有。謂八正道。正見。乃至正定。　時。二正士共論議已。各從座起而去。

 
염부차가 사리불에게 물었다.

부림[使]이라고 말들 하는데 어떤 것을 부림이라고 합니까?.

사리불이 말하였다.

부림에는 7사(使)가 있으니, 이른바 탐욕사(貪欲使) · 진에사(瞋恚使) · 유애사(有愛使) · 만사(慢使) · 무명사(無明使) · 견사(見使) · 의사(疑使)가 그것입니다.

또 물었다.

사리불이여, 닦아 익히고 많이 닦아 익히면 부림을 끊을 수 있는 길이 있고 방법이 있습니까?

사리불이 말하였다.

있습니다. 이른바 8정도이니, 즉 바른 소견과……(내지)……바른 선정입니다.

그 때 두 정사(正士)는 서로 논의를 마치고 각각 자리에서 일어나 떠나갔다.
 — 《잡아함경》 제18권 제490경 〈염부차경(閻浮車經)〉. 한문본 & 한글본

### 품류족론
부파불교의 설일체유부의 논서 《품류족론》 제1권에 따르면,
수면(隨眠)은 욕탐수면 · 진수면 · 유탐수면 · 만수면 · 무명수면 · 견수면 · 의수면의 7수면을 말하며, 세분하면 총 98가지의 근본번뇌이다.
- 7수면(七隨眠): 98가지
  - 욕탐수면(欲貪隨眠): 5가지
  - 진수면(瞋隨眠): 5가지
  - 유탐수면(有貪隨眠): 10가지
  - 만수면(慢隨眠): 15가지
  - 무명수면(無明隨眠): 15가지
  - 견수면(見隨眠): 36가지
  - 의수면(疑隨眠): 12가지

《품류족론》에 따른 7수면의 각각에 대한 설명은 다음과 같다.
욕탐수면(欲貪隨眠)은 욕계계(欲界繫: 욕계의 속박 즉 욕계의 번뇌)로서의 견고소단 · 견집소단 · 견멸소단 · 견도소단 · 수도소단의 5부(五部)의 탐(貪)의 총 5가지이다.
진수면(瞋隨眠)은 견고소단 · 견집소단 · 견멸소단 · 견도소단 · 수도소단의 5부의 진(瞋)의 총 5가지이다. 한편, 진(瞋)은 욕계에만 존재하는 번뇌이다. 즉, 오로지 욕계계이다.
유탐수면(有貪隨眠)은 색계계(色界繫: 색계의 속박 즉 색계의 번뇌)로서의 견고소단 · 견집소단 · 견멸소단 · 견도소단 · 수도소단의 5부의 탐(貪)과 무색계계(無色界繫: 무색계의 속박 즉 무색계의 번뇌)로서의 견고소단 · 견집소단 · 견멸소단 · 견도소단 · 수도소단의 5부의 탐(貪)의 총 10가지이다.
만수면(慢隨眠)은 욕계계로서의 5부의 만(慢), 색계계로서의 5부의 만(慢), 무색계계로서의 5부의 만(慢)의 총 15가지이다.
무명수면(無明隨眠)은 욕계계로서의 5부의 무명(無明), 색계계로서의 5부의 무명(無明), 무색계계로서의 5부의 무명(無明)의 총 15가지이다.
견수면(見隨眠)은 욕계계로서의 12가지 견(見), 색계계로서의 12가지 견(見), 무색계계로서의 12가지 견(見)의 총 36가지이다. 구체적으로는 다음 목록과 같다. 참고로, 설일체유부의 번뇌론에 따르면 견(見)은 오로지 견혹이므로 5부 가운데 수도소단은 존재하지 않는다.
욕계계(欲界繫)로서의 12가지 견(見):
1. 욕계계(欲界繫)로서의 유신견(有身見) (98수면론에 따르면, 견고소단임)
2. 욕계계(欲界繫)로서의 변집견(邊執見) (98수면론에 따르면, 견고소단임)
3. 욕계계(欲界繫)로서의 견고소단(見苦所斷)의 사견(邪見)
4. 욕계계(欲界繫)로서의 견집소단(見集所斷)의 사견(邪見)
5. 욕계계(欲界繫)로서의 견멸소단(見滅所斷)의 사견(邪見)
6. 욕계계(欲界繫)로서의 견도소단(見道所斷)의 사견(邪見)
7. 욕계계(欲界繫)로서의 견고소단(見苦所斷)의 견취(見取)
8. 욕계계(欲界繫)로서의 견집소단(見集所斷)의 견취(見取)
9. 욕계계(欲界繫)로서의 견도소단(見道所斷)의 견취(見取)
10. 욕계계(欲界繫)로서의 견멸소단(見滅所斷)의 견취(見取)
11. 욕계계(欲界繫)로서의 견고소단(見苦所斷)의 계금취(戒禁取)
12. 욕계계(欲界繫)로서의 견도소단(見道所斷)의 계금취(戒禁取)

색계계(色界繫)로서의 12가지 견(見):
1. 색계계(色界繫)로서의 유신견(有身見) (98수면론에 따르면, 견고소단임)
2. 색계계(色界繫)로서의 변집견(邊執見) (98수면론에 따르면, 견고소단임)
3. 색계계(色界繫)로서의 견고소단(見苦所斷)의 사견(邪見)
4. 색계계(色界繫)로서의 견집소단(見集所斷)의 사견(邪見)
5. 색계계(色界繫)로서의 견멸소단(見滅所斷)의 사견(邪見)
6. 색계계(色界繫)로서의 견도소단(見道所斷)의 사견(邪見)
7. 색계계(色界繫)로서의 견고소단(見苦所斷)의 견취(見取)
8. 색계계(色界繫)로서의 견집소단(見集所斷)의 견취(見取)
9. 색계계(色界繫)로서의 견도소단(見道所斷)의 견취(見取)
10. 색계계(色界繫)로서의 견멸소단(見滅所斷)의 견취(見取)
11. 색계계(色界繫)로서의 견고소단(見苦所斷)의 계금취(戒禁取)
12. 색계계(色界繫)로서의 견도소단(見道所斷)의 계금취(戒禁取)

무색계계(無色界繫)로서의 12가지 견(見):
1. 무색계계(無色界繫)로서의 유신견(有身見) (98수면론에 따르면, 견고소단임)
2. 무색계계(無色界繫)로서의 변집견(邊執見) (98수면론에 따르면, 견고소단임)
3. 무색계계(無色界繫)로서의 견고소단(見苦所斷)의 사견(邪見)
4. 무색계계(無色界繫)로서의 견집소단(見集所斷)의 사견(邪見)
5. 무색계계(無色界繫)로서의 견멸소단(見滅所斷)의 사견(邪見)
6. 무색계계(無色界繫)로서의 견도소단(見道所斷)의 사견(邪見)
7. 무색계계(無色界繫)로서의 견고소단(見苦所斷)의 견취(見取)
8. 무색계계(無色界繫)로서의 견집소단(見集所斷)의 견취(見取)
9. 무색계계(無色界繫)로서의 견도소단(見道所斷)의 견취(見取)
10. 무색계계(無色界繫)로서의 견멸소단(見滅所斷)의 견취(見取)
11. 무색계계(無色界繫)로서의 견고소단(見苦所斷)의 계금취(戒禁取)
12. 무색계계(無色界繫)로서의 견도소단(見道所斷)의 계금취(戒禁取)

의수면(疑隨眠)은 욕계계로서의 4가지 의(疑), 색계계로서의 4가지 의(疑), 무색계계로서의 4가지 의(疑)의 총 12가지이다. 구체적으로는 다음 목록과 같다. 참고로, 설일체유부의 번뇌론에 따르면 의(疑)는 오로지 견혹이므로 5부 가운데 수도소단은 존재하지 않는다.
1. 욕계계(欲界繫)로서의 견고소단(見苦所斷)의 의(疑)
2. 욕계계(欲界繫)로서의 견집소단(見集所斷)의 의(疑)
3. 욕계계(欲界繫)로서의 견멸소단(見滅所斷)의 의(疑)
4. 욕계계(欲界繫)로서의 견도소단(見道所斷)의 의(疑)
5. 색계계(色界繫)로서의 견고소단(見苦所斷)의 의(疑)
6. 색계계(色界繫)로서의 견집소단(見集所斷)의 의(疑)
7. 색계계(色界繫)로서의 견멸소단(見滅所斷)의 의(疑)
8. 색계계(色界繫)로서의 견도소단(見道所斷)의 의(疑)
9. 무색계계(無色界繫)로서의 견고소단(見苦所斷)의 의(疑)
10. 무색계계(無色界繫)로서의 견집소단(見集所斷)의 의(疑)
11. 무색계계(無色界繫)로서의 견멸소단(見滅所斷)의 의(疑)
12. 무색계계(無色界繫)로서의 견도소단(見道所斷)의 의(疑)

### 구사론
부파불교의 설일체유부의 논서 《구사론》 제21권에 따르면, 수면(隨眠)에는 여섯 가지, 혹은 일곱 가지, 혹은 열 가지, 혹은 아흔여덟 가지가 있으며, 이들을 각각 6수면 · 7수면 · 10수면 · 98수면이라고 한다. 7수면(七隨眠)은 수면에 대한 이들 4가지 구분 가운데 하나이다.
《구사론》 제19권에 따르면, 7수면은 탐(貪) · 진(瞋) · 만(慢) · 무명(無明) · 견(見) · 의(疑)의 6수면(六隨眠) 가운데 탐(貪)을 욕탐(欲貪)과 유탐(有貪)의 둘로 나누어서 성립된 것이다. 욕탐은 욕계에서의 탐욕이고, 유탐은 상2계(上二界)에서의 탐욕 즉 색계와 무색계에서의 탐욕이다.
《구사론》 제19권에 따르면, 7수면의 각각은 욕탐수면(欲貪隨眠) · 진수면(瞋隨眠) · 유탐수면(有貪隨眠) · 만수면(慢隨眠) · 무명수면(無明隨眠) · 견수면(見隨眠) · 의수면(疑隨眠)이라고 불린다.
탐(貪)을 둘로 나누어 욕탐(欲貪)과 유탐(有貪)을 설정한 것, 즉 욕탐수면과 유탐수면을 설정한 것은 다음의 두 가지 이유에서이다.
첫째, 욕탐은 욕계 중의 탐을 말하고 유탐은 색계와 무색계 중의 탐을 말하는데, 색계와 무색계에서는 탐이 대개 내문(內門) 즉 내적인 경계에 의탁하여 일어나기 때문에 '유탐(有貪)'이라는 명칭을 설정하게 된 것이다. 즉, '유(有) 즉 존재'란 내외의 일체(一切)의 존재를 가리키는 말이지만, '유탐(有貪)'처럼 상2계라는 경계 즉 세력권의 문맥에서의 '유(有) 즉 존재'는 내적인 존재, 즉 정려심과 그것의 의지처인 신체(소의신)를 가리키게 된다. 상계의 유정은 이미 욕탐을 떠났기 때문에 외적인 경계인 5경에 집착하여 5욕을 일으키는 일이 없으며, 오로지 선정과 자신(소의신)에 대해서만 미착(味著)한다. 이러한 차별이 있기 때문에 탐을 욕탐과 유탐으로 나눈 것이다.
둘째, 상2계에서의 존재[有]가 해탈한 상태라는 생각을 일으키는 유정들이 있는데, 이러한 생각을 막기 위해서 유탐을 설정한 것이다. 즉 상계에 대해 '유탐'이라는 명칭의 수면을 설정하여 색계와 무색계에서의 존재[有]가 참된 해탈이 아님을 나타내기 위한 것이다. 예를 들어, 현생에서 무상정(無想定)을 닦아 내생에 색계의 무상천(無想天)에 태어나면 그 수명이 5백 대겁 동안 지속되는데 범부나 외도는 이것을 해탈로 여긴다. 이러한 생각이 그릇된 것임을 나타내기 위해 탐을 욕탐과 유탐으로 나누어 유탐을 특히 설정한 것이다.

### 현종론
부파불교의 설일체유부의 논서 《현종론》 제25권에서는 7수면의 성립과 그 이유에 대해 《구사론》과 동일한 입장을 표명하고 있다.
즉, 6수면에서 탐을 욕탐과 유탐으로 나누어 7수면이 성립되었으며, 탐을 이들 두 가지로 나눈 이유는 '욕계의 애(愛)' 즉 욕탐이 대개 외문(外門) 즉 외적인 경계인 5욕경(五欲境) 즉 5경(五境)에 의탁하여 일어남에 비해 '색계와 무색계의 애(愛)' 즉 유탐이 대개 내문(內門) 즉 내적인 경계에 의탁하여 일어나기 때문이며, 또한 상2계의 존재[有]에 대해 해탈하였다는 생각을 일으키는 것을 막기 위한 것이다.

### 유가사지론
대승불교의 유식유가행파의 논서 《유가사지론》 제89권에 따르면,
번뇌의 품류의 추중(麤重) 즉 종자는 소의신(所依身)을 따라 붙어다니는데[隨附], 이러한 뜻에서 번뇌의 추중을 수면(隨眠)이라고 이름한다. 그리고 수면은 능히 종자(種子)가 되어서 일체(一切)의 번뇌전(煩惱纏), 즉 번뇌와 전(纏), 즉 근본번뇌와 수번뇌를 생기(生起)한다.
즉, 수면(隨眠)에서 수(隨)는 따라 붙어다님[隨附]을 뜻하고 면(眠)은 추중 즉 종자를 뜻한다. 즉, 수면(隨眠)은 따라 붙어다니는 종자를 뜻한다.
《유가사지론》에 따르면, 수면(隨眠)에는 욕탐수면 · 진에수면 · 유탐수면 · 만수면 · 무명수면 · 견수면 · 의수면의 7수면이 있다. 그리고 7수면은 욕품(欲品: 욕계에 속한 품류, 욕계에 속한 법들)을 아직 떠나지 못한 것, 욕품(欲品)을 이미 떠난 것, 2가지가 함께 있는 것의 차별에 의해 건립되는데, 욕탐수면과 진에수면은 욕품을 아직 떠나지 못한 것에 해당하고, 유탐수면은 욕품을 이미 떠난 것에 해당하고, 나머지 4가지 즉 만수면 · 무명수면 · 견수면 · 의수면은 2가지가 함께 있는 것에 해당한다.
그리고, 이와 같이 건립된 7수면은 일체(一切)의 번뇌를 모두 포괄한다. 즉, 7수면은 모든 번뇌를 7가지로 분류한 것이다.

### 집론·잡집론
대승불교의 유식유가행파의 논서 《집론》 제4권과 《잡집론》 제6권에 따르면, 욕애수면(欲愛隨眠) · 진에수면(瞋恚隨眠) · 유애수면(有愛隨眠) · 만수면(慢隨眠) · 무명수면(無明隨眠) · 견수면(見隨眠) · 의수면(疑隨眠)의 7수면을 말한다.

#### 집론·잡집론의 7수면
《집론》과 《잡집론》에 따른 7수면의 각각에 대한 설명은 다음과 같다.
욕애수면(欲愛隨眠)은 욕탐품추중(欲貪品麤重), 즉 욕탐(欲貪: 욕계의 탐)의 품류의 추중(麤重) 즉 종자를 말한다.
진에수면(瞋恚隨眠)은 진에품추중(瞋恚品麤重), 즉 진에(瞋恚)의 품류의 추중(麤重) 즉 종자를 말한다.
유애수면(有愛隨眠)은 색무색탐품추중(色無色貪品麤重), 즉 색계 · 무색계의 탐(貪)의 품류의 추중(麤重) 즉 종자를 말한다.
만수면(慢隨眠)은 만품추중(慢品麤重), 즉 만(慢)의 품류의 추중(麤重) 즉 종자를 말한다.
무명수면(無明隨眠)은 무명품추중(無明品麤重), 즉 무명(無明)의 품류의 추중(麤重) 즉 종자를 말한다.
견수면(見隨眠)은 견품추중(見品麤重), 즉 견(見)의 품류의 추중(麤重) 즉 종자를 말한다.
의수면(疑隨眠)은 의품추중(疑品麤重), 즉 의(疑)의 품류의 추중(麤重) 즉 종자를 말한다.

#### 7수면과 3구
한편, 《집론》과 《잡집론》에서는 7수면과 욕구(欲求) · 유구(有求) · 범행구(梵行求)의 3구(三求)를 관련시켜 다음과 같이 설명하고 있다.
욕구(欲求)를 아직 떠나지 못한 유정의 경우, 그 이유는 욕애수면과 진에수면이 수증(隨增)하였기 때문이다. 즉, 욕구(欲求)를 발동근거로 하여 선이 증장한 것이 아니라 욕애수면과 진에수면이 증장하였기 때문이다.
유구(有求)를 아직 떠나지 못한 유정의 경우, 그 이유는 유애수면이 수증(隨增)하였기 때문이다. 즉, 유구(有求)를 발동근거로 하여 선이 증장한 것이 아니라 유애수면이 증장하였기 때문이다.
사범행구(邪梵行求), 즉 범행구의 반대, 즉 '8사행에 대한 구함'을 아직 떠나지 못한 유정의 경우, 그 이유는 만수면 · 무명수면 · 견수면 · 의수면이 수증(隨增)하였기 때문이다. 즉, 범행구를 발동근거로 하여 선이 증장한 것이 아니라 이들 네 가지 수면들 중 어느 하나 혹은 다수가 증장하였기 때문이다. 즉, 실제로는 범행구가 아니라 사범행구였기 때문에 만수면 · 무명수면 · 견수면 · 의수면이 증장한 것이다.
예들 들어, 유정이  약간의 대치(對治)를 득하여 문득 교(憍)와 만(慢)의 마음작용을 일으키는 것이 사범행구(邪梵行求)에 해당한다. 또한, 이것은 9결 가운데 견결, 즉 살가야견 · 변집견 · 사견의 3견(三見)에 해당한다.
또한, 4성제에 대해 어리석은 상태여서 외도(外道)나 사도(邪道)의 해탈이나 해탈의 방편을 허망하게 계탁하여 뛰어난 것으로 여기는 것이 사범행구(邪梵行求)에 해당한다. 또한, 이것은 9결 가운데 취결, 즉 견취 · 계금취의 2취(二取)에 해당한다.
또한, 부처 즉 깨달은 자의 성스러운 가르침인 정법(正法)과 비나야(毘奈耶: 계율)에 대해 유예(猶豫)하고 의심[疑惑]하는 것이 사범행구(邪梵行求)에 해당한다.

## 같이 보기
- 3도: 견도 · 수도 · 무학도
  - 견도: 16심 · 고법지인
  - 무학도: 34심
  - 성문 수행계위: 4향4과
  - 보살 수행계위: 52위
- 현관: 4제현관 · 6현관
- 유루 · 무루
- 번뇌 · 잡염
  - 근본번뇌 · 수면
    - 3근본번뇌 · 3박 · 6수면 · 7수면 · 10수면 · 12수면
    - 설일체유부의 98근본번뇌
      - 견혹: 설일체유부의 88근본번뇌
      - 수혹: 설일체유부의 10근본번뇌

    - 대승불교 일반의 5주지번뇌와 번뇌장 · 소지장
    - 유식유가행파의 번뇌장 · 소지장
      - 유식유가행파의 128근본번뇌
        - 견혹: 유식유가행파의 112근본번뇌
        - 수혹: 유식유가행파의 16근본번뇌

  - 수번뇌
    - 8전 · 10전 · 6번뇌구

  - 5하분결 · 5상분결
- 유부무기와 불선
  - 유부무기
    - 욕계의 번뇌의 일부 · 색계의 번뇌 · 무색계의 번뇌
    - 4근본번뇌 (말나식의 4번뇌: 아치 · 아견 · 아만 · 아애)

  - 불선 · 악
    - 욕계의 번뇌의 대다수
    - 불선근
    - 5악 · 10악
- 108번뇌
- 9결
- 5개

## 참고 문헌
- 곽철환 (2003). 《시공 불교사전》. 시공사 / 네이버 지식백과. |title=에 외부 링크가 있음 (도움말)
- 무착 지음, 현장 한역, 이한정 번역 (K.572, T.1605). 《대승아비달마집론》. 한글대장경 검색시스템 - 전자불전연구소 / 동국역경원. K.572(16-157), T.1605(31-663). |title=에 외부 링크가 있음 (도움말)
- 미륵 지음, 현장 한역, 강명희 번역 (K.614, T.1579). 《유가사지론》. 한글대장경 검색시스템 - 전자불전연구소 / 동국역경원. K.570(15-465), T.1579(30-279). |title=에 외부 링크가 있음 (도움말)
- 세우 지음, 현장 한역, 송성수 번역 (K.949, T.1542). 《아비달마품류족론》. 한글대장경 검색시스템 - 전자불전연구소 / 동국역경원. K.949(25-149), T.1542(26-692). |title=에 외부 링크가 있음 (도움말)
- 세친 지음, 현장 한역, 권오민 번역 (K.955, T.1558). 《아비달마구사론》. 한글대장경 검색시스템 - 전자불전연구소 / 동국역경원. K.955(27-453), T.1558(29-1). |title=에 외부 링크가 있음 (도움말)
- 안혜 지음, 현장 한역, 이한정 번역 (K.576, T.1605). 《대승아비달마잡집론》. 한글대장경 검색시스템 - 전자불전연구소 / 동국역경원. K.576(16-228), T.1606(31-694). |title=에 외부 링크가 있음 (도움말)
- 운허.  동국역경원 편집, 편집. 《불교 사전》. |title=에 외부 링크가 있음 (도움말)
- 중현 지음, 현장 한역, 권오민 번역 (K.957, T.1563). 《아비달마장현종론》. 한글대장경 검색시스템 - 전자불전연구소 / 동국역경원. K.957(28-1), T.1563(29-777). |title=에 외부 링크가 있음 (도움말)
- (영어) DDB. 《Digital Dictionary of Buddhism (電子佛教辭典)》. Edited by A. Charles Muller. |title=에 외부 링크가 있음 (도움말)
- (중국어) 무착 조, 현장 한역 (T.1605). 《대승아비달마집론(大乘阿毘達磨集論)》. 대정신수대장경. T31, No. 1605, CBETA. |title=에 외부 링크가 있음 (도움말)
- (중국어) 미륵 조, 현장 한역 (T.1579). 《유가사지론(瑜伽師地論)》. 대정신수대장경. T30, No. 1579. CBETA. |title=에 외부 링크가 있음 (도움말)
- (중국어) 佛門網. 《佛學辭典(불학사전)》. |title=에 외부 링크가 있음 (도움말)
- (중국어) 星雲. 《佛光大辭典(불광대사전)》 3판. |title=에 외부 링크가 있음 (도움말)
- (중국어) 세우 조, 현장 한역 (T.1542). 《아비달마품류족론(阿毘達磨品類足論)》. 대정신수대장경. T26, No. 1542, CBETA. |title=에 외부 링크가 있음 (도움말)
- (중국어) 세친 조, 현장 한역 (T.1558). 《아비달마구사론(阿毘達磨俱舍論)》. 대정신수대장경. T29, No. 1558, CBETA. |title=에 외부 링크가 있음 (도움말)
- (중국어) 안혜 조, 현장 한역 (T.1606). 《대승아비달마잡집론(大乘阿毘達磨雜集論)》. 대정신수대장경. T31, No. 1606, CBETA. |title=에 외부 링크가 있음 (도움말)
- (중국어) 중현 조, 현장 한역 (T.1563). 《아비달마장현종론(阿毘達磨藏顯宗論)》. 대정신수대장경. T29, No. 1563, CBETA. |title=에 외부 링크가 있음 (도움말)